# Idis

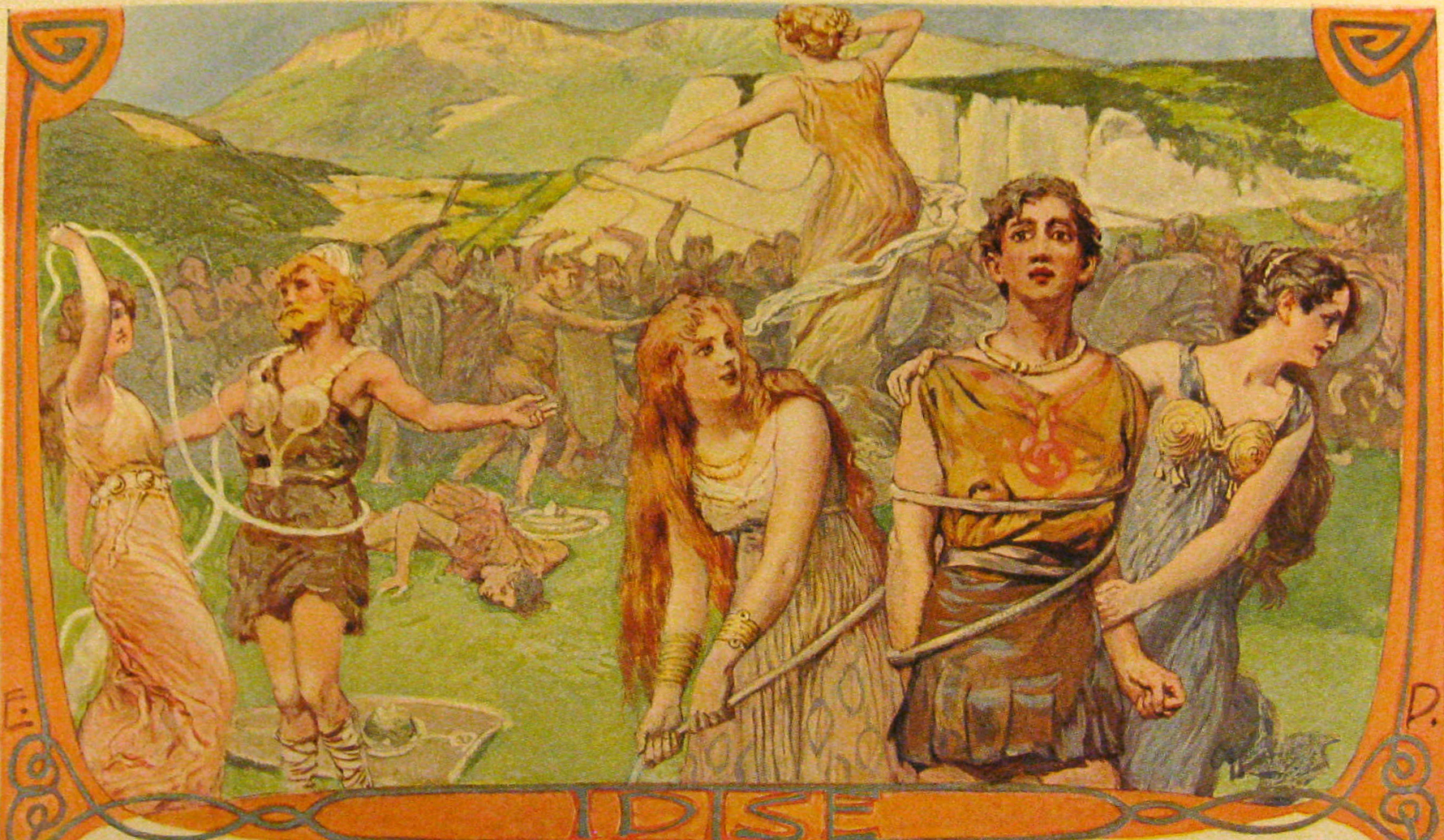
Las "Idisen" impiden un ejército mientras atan a los guerreros y liberan a otros, como se describe en el "Hechizo de Liberación de Prisioneros" de Merseburg. Ilustración de Emil Doepler (1905).

En la Mitología Germana, una idis (sajón antiguo, plural idisi), es un ser mitológico femenino. Idis es el cognato del antiguo alto alemán itis y del inglés antiguo ides, que significa 'mujer respetada y dignificada'. Se ha teorizado mucho con las correspondencias entre las idisi y las dírir del germánico del norte, unos seres femeninos asociados al destino, así como a la etimología del lugar conocido como Idisiaviso.

### Idisi
En uno de los dos encantamientos de Merseburg se invocaba a estos seres femeninos (idisi) para obstaculizar a los enemigos.
- Datos: Q5908822